# Lagomar

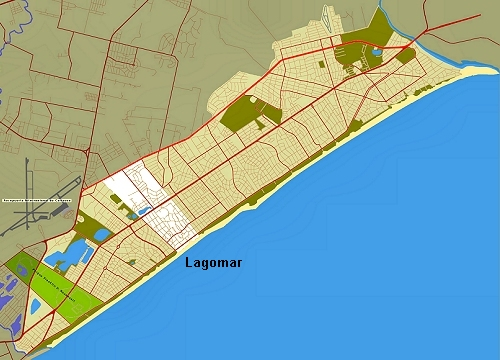
Locatie van Lagomar in Ciudad de la Costa

Lagomar is een stad in Uruguay. Ze vormt sinds 1994 een onderdeel van de nieuwe agglomeratie Ciudad de la Costa. Lagomar grenst aan Lomas de Solymar in het oosten, San José de Carrasco in het zuidwesten en aan de Carrasco buurt van Montevideo in het noordwesten.

## Inwoners
| Jaar | Populatie |
| ---- | --------- |
| 1963 | 418       |
| 1975 | 3.127     |
| 1985 | 4.949     |
| 1996 | 7.021     |
| 2004 | 7.798     |
| 2011 | 8.066     |